# Kleine Bischofsmütze
Kleine Bischofsmütze är ett berg i Österrike.   Det ligger i distriktet Sankt Johann im Pongau och förbundslandet Salzburg, i den centrala delen av landet, 230 km väster om huvudstaden Wien. Toppen på Kleine Bischofsmütze är 1 652 meter över havet.
Terrängen runt Kleine Bischofsmütze är bergig åt nordost, men åt sydväst är den kuperad. Närmaste större samhälle är Radstadt, 12,2 km söder om Kleine Bischofsmütze. 
I omgivningarna runt Kleine Bischofsmütze växer i huvudsak blandskog. Runt Kleine Bischofsmütze är det ganska glesbefolkat, med 42 invånare per kvadratkilometer.